# Brendan Howlin
Brendan Howlin (Wexford, 9 de mayo de 1956) es un expolítico irlandés del Partido Laborista que ha sido Teachta Dála (TD) para el distrito electoral de Wexford desde 1987 hasta 2024. Fue líder del Partido Laborista de 2016 a 2020, ministro de Reforma y Gasto Público de 2011 a 2016, vicepresidente del Dáil Éireann de 2007 a 2011, vicelíder del Partido Laborista de 1997 a 2002, ministro de Medio Ambiente de 1994 a 1997 y ministro de Salud de 1993 a 1994. Fue Senador de 1983 a 1987, tras ser propuesto por el Taoiseach.

## Carrera política

### Movimiento antinuclear (1978-1982)
Howlin comenzó en política a través de su participación en el movimiento antinuclear irlandés. Howlin, presidente de la Oposición Nuclear de Wexford, participó en la organización de una protesta contra la construcción de una central nuclear en Carnsore Point, que atrajo a 40.000 manifestantes.

### Primeros años (1982-1993)
Howlin disputó sus primeras elecciones generales en las elecciones de noviembre de 1982. Se postuló como candidato laborista en el distrito electoral de Wexford, pero a pesar de la existencia de un gran voto de izquierda en la zona, Howlin no fue elegido. A pesar de este revés, un gobierno de coalición entre el Fine Gael y el Partido Laborista llegó al poder y fue nominado por el Taoiseach Garret FitzGerald para servir en Seanad Éireann como senador. Howlin ganó la elección del Consejo del Condado de Wexford en 1985 y se desempeñó como alcalde de Wexford en 1986.
En 1987, el Partido Laborista se retiró del gobierno de coalición y se convocaron elecciones generales. Howlin disputó una vez más un escaño en Wexford y fue elegido miembro del Dáil Éireann. Los laboristas quedaron fuera del gobierno cuando asumió el gobierno el Fianna Fáil. A pesar de su reciente ingreso al Dáil, Howlin fue nombrado jefe whip del Partido Laborista, cargo que ocupó hasta 1993.

### Primera vez como ministro (1993-1997)

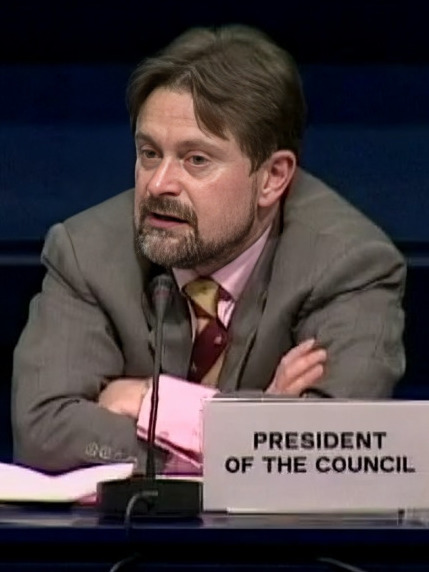
Howlin en 1996

Las elecciones generales de 1992 resultaron una vez más en un Dáil colgado; sin embargo, el Partido Laborista disfrutó de su mejor resultado hasta la fecha en ese momento. Después de negociaciones, llegó al poder un gobierno de coalición Fianna Fáil-Partido Laborista. Howlin se unió al gabinete del Taoiseach Albert Reynolds como ministro de Salud. Durante su mandato se avanzó en el desarrollo de una estrategia de salud de cuatro años, la identificación de la prevención del VIH/sida como una prioridad y la obtención de una inversión de £35 millones en cuidado infantil. Howlin, sin embargo, también fue blanco de grupos antiaborto después de introducir una ley que permitiría información sobre el aborto.
En 1994, el Partido Laborista se retiró del gobierno tras un desacuerdo sobre el nombramiento del fiscal general Harry Whelehan como juez del Tribunal Superior y presidente del Tribunal Superior. Sin embargo, no se convocó a elecciones generales y, si bien se esperaba que la coalición pudiera revivir bajo el nuevo líder del Fianna Fáil, Bertie Ahern, la aritmética del Dáil ahora permitió al Partido Laborista abrir discusiones con otros partidos de la oposición. Después de las negociaciones, llegó al poder una Coalición Arco Iris en la que participaban Fine Gael, el Partido Laborista y la Izquierda Democrática. En el gabinete de John Bruton, fue designado ministro de Medio Ambiente.

### Vicepresidente del Dáil Éireann (2007-2011)
El 26 de junio de 2007, Howlin fue nombrado Leas-Cheann Comhairle (vicepresidente) del Dáil Éireann.

### Vuelta al gobierno como ministro (2011-2016)

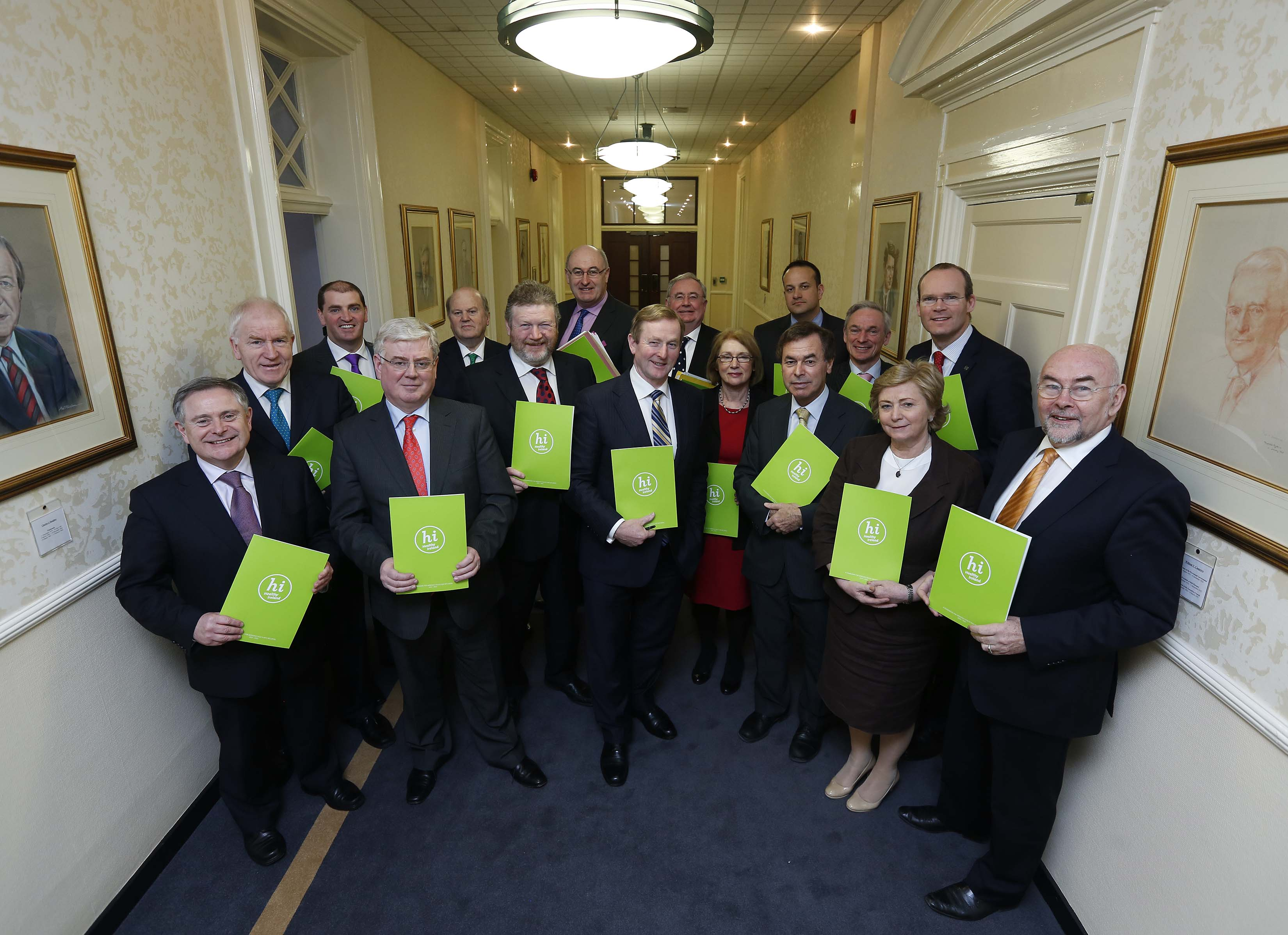
Howlin (frente a la izquierda) en 2013.

Después de las elecciones generales de 2011, Fine Gael y el Partido Laborista formaron gobierno, Howlin fue designado para el nuevo cargo de ministro de Gasto Público. En mayo de 2011 dijo que en los próximos 20 años el número de personas en Irlanda mayores de 65 años aumentará en casi medio millón, una situación que podría hacer que el presupuesto anual de salud se dispare, aumentando en 12.500 millones de euros en la próxima década. Howlin dijo que Irlanda se enfrenta a una crisis económica profunda y compleja "en la que estamos librando una batalla en tres frentes: desempleo masivo, un gran fracaso bancario y una crisis fiscal".

### Liderazgo del Partido Laborista (2016-2020)
Howlin retuvo su escaño en el Dáil tras las elecciones generales de 2016, aunque sólo seis de sus colegas laboristas hicieron lo mismo y el partido volvió a la oposición. Tras la dimisión de Joan Burton, Howlin disputó las elecciones de liderazgo del Partido Laborista de 2016 sin oposición y fue elegido líder del Partido Laborista el 20 de mayo de 2016.

#### Elecciones generales de 2020
En septiembre de 2018, Howlin afirmó que ganar 14 escaños en el 33.º Dáil era un objetivo realista. Durante la campaña de 2020, Howlin declaró su deseo de poner fin al uso del aeropuerto de Shannon por parte de Estados Unidos para actividades relacionadas con el ejército. En las elecciones generales de 2020, el voto de primera preferencia del partido cayó al 4,4% de los votos de primera preferencia y obtuvo 6 escaños, un mínimo histórico. Howlin anunció su intención de dejar el cargo de líder el 12 de febrero de 2020. También dijo que el Partido Laborista no debería entrar formalmente en el gobierno, opinión que fue respaldada por el partido parlamentario. También afirmó que no apoyaría a ningún candidato en la siguiente contienda.

### Después del liderazgo (2020-presente)
El 6 de octubre de 2023, Howlin anunció que no participaría en las próximas elecciones generales, retirándose de la política al terminar la legislatura.

## Vida personal
Howlin es un hombre soltero. Ha hablado públicamente de recibir correos de odio relacionados con su vida privada y de cuestionar su orientación sexual. En una entrevista con The Star durante la contienda por el liderazgo del Partido Laborista de 2002, en respuesta a repetidas especulaciones, anunció que "no era gay".